# Zostérops de Christmas
Zosterops natalis
Espèce
Statut de conservation UICN

 LC  : Préoccupation mineure
Le Zostérops de Christmas (Zosterops natalis) est une espèce de passereaux de la famille des Zosteropidae.

## Distribution
Cette espèce est endémique de l'île Christmas.
Il y a eu un essai d'introduction dans les îles Cocos.

## Publication originale
- Lister, 1889 : On the natural history of Christmas Island, in the Indian Ocean. Proceedings of the Zoological Society of London, vol. 1888, p. 512–531.